# Arca (artista)
Alejandra Ghersi Rodríguez (Caracas, Veneçuela, 14 d'octubre de 1989), d'àlies artístic Arca, és una persona no-binària de Veneçuela que exerceix com a cantant, DJ i també treballa en la composició i la producció musical. Resident a Barcelona, és una de les figures claus de la música electrònica de la dècada de 2010 i es troba entre els màxims exponents de la renovació de la música experimental. Té quatre LPs publicats i ha treballat amb artistes internacionals tals com Kanye West, Lady Gaga, Frank Ocean, Rosalia o Bjork.

## Biografia
Arca va néixer a Caracas el 14 d'octubre de 1989, de família veneçolana benestant. El seu pare es dedicava al món de la banca i les inversions. Aquesta posició de privilegi li va permetre moure's pel món. Als tres anys va abandonar la seva Caracas natal per instal·lar-se a Darien, un suburbi de Connecticut. Als nou anys però, se'n tornà a Veneçuela, on hi viuria en una comunitat benestant aïllada i on hi rebé les primeres classes de piano. A partir dels catorze anys, abandonà aquest instrument i començà a fer servir programaris digitals de producció amb els quals creà les seves primeres peces, molt influenciades per artistes tals com Aphex Twin o Nine Ich Neils.
Un element clau en la seva formació personal va ser la negació de la seva homosexualitat en una societat com la veneçolana, d'acceptació social molt deficient. El conflicte interior que aquest rebuig li provocà, modelà la seva personalitat a partir de llavors.
Als disset anys abandonà definitivament Veneçuela i es mudà a Nova York a estudiar a l'Escola d'Arts i Ciències de la Universitat de Nova York. Fou un moment clau en la seva trajectòria vital, puix que acceptà novament la seva homosexualitat i el contacte amb moviments artístics que han tingut una influència decisiva en la seva carrera. Posteriorment, s'ha definit públicament com a dona transgènere llatina i de gènere no-binari.

## Carrera
El seu EP de debut es publicà el primer de febrer de 2012, amb el títol de Baron Libre i el segell UNO NYC. Aquell mateix any en publicà dos més, Stretch 1 i Stretch 2. Fou l'any següent quan la seva carrera prengué velocitat. Primer col·laborà en el disc de Kanye West, Yeezus, en què hi coescrigué cinc de les cançons de l'àlbum. Posteriorment també coescrigué i produí totes les cançons de l'LP de debut de FKA Twigs, LP2, un dels àlbums més aclamats de l'any. Justament el 2013 publicà la mixtape &&&&& a Soundcloud —que es convertirà en un especatacle en directe al museu MoMa PS1 de Nova York. En aquesta actuació, comptà amb la col·laboració de Jesse Kanda als visuals, una artista que l'acompanyà als inicis de la seva carrera.
El 2014 publicà el seu primer àlbum pel segell Mute. Es tracta de Xen, àlbum clau en la seva carrera i que va ser compost durant sis mesos d'improvisació al seu estudi de Londres. En aquest peça, Arca volia reflectir el seu costat femení, que havia reprimit fins aquell moment. El següent projecte on va intervenir va ser l'àlbum de Bjork Vulnicura, publicat pel segell One Little Indian Records, i en què va coproduir totes les cançons. Els seus serveis en la producció també van ser requerits per Kelela, una cantant de r&b i pop electrònic. En aquesta ocasió la col·laboració es va limitar a dues cançons, A Message i Hallucinogen.
Mutant va ser el seu segon LP. Publicat el 20 de novembre del 2015, la peça va ser aclamada unànimement per la crítica com un dels àlbums més importants de la dècada i una de les obres cabdals per entendre la música electrònica al segle xxi. Pel crític Frankie Pizá, aquest àlbum fou una ampliació de tots els elements que havia apuntat anteriorment l'artista, «des de la sexualitat implícita, el culte i eròtica del cos, la provocació i la purga de traumes que han estat col·lisionant entre si durant molt de temps en l'interior de Ghersi». L'any següent va publicar una nova mixtape gratuïta a SoundCloud, Entrañas, que compta amb catorze temes i col·laboracions amb Mica Levi o Total Freedom, mentre que el disseny de la portada va córrer a càrrec altra vegada de Jesse Kanda.
El 2017 canvià de segell i signà amb XL Recordings per a publicar el seu penúltim EP, de títol homònim, Arca, i que també va ser aplaudit per la crítica. Tingué una duració de 43 minuts i 17 segon, amb tretze cançons. L'àlbum suposà una clara evolució en l'estil d'Arca. El primer element que el diferencià dels seus predecessors és el fet que per primera vegada cantava i ho feia en castellà. El segon element és la cerca d'inspiració en les melodies i cançons tradicionals veneçolanes, combinades amb la densa teranyina sonora típica d'Arca. Aquell mateix any col·laborà novament amb Bjork, aquesta vegada en l'àlbum Utopia, on hi torna a exercí en la coproducció. També el 2017 produí una cançó en el primer àlbum de la cantant estatunidenca Kelela, Take me apart.
No fou fins a l'inici del 2020 que Arca publicà per a XL Recordings un senzill de seixanta minuts amb el títol @@@@@. L'artista definí aquest llançament com «una transmissió emesa a aquest món des d'un univers fictici especulatiu, en què el format analògic de la ràdio pirata FM continua sent un dels pocs mitjans per escapar de la vigilància autoritària impulsada per una sentència d'ostatges gestada per una intel·ligència artificial de la postsingularitat». El mateix any publicà el seu quart àlbum d'estudi, també amb XL Recordings. Es tracta de KiCK i, i en què hi col·laboraren Rosalía, Shygirl, Bjork o SOPHIE. En aquest LP trobem una nova evolució en el concepte musical d'Arca: hi prova una obra amb clara vocació pop que naix de les seves pròpies coordenades sonores.
En acabar aquell mateix any, va publicar un àlbum de remescles del tema riquiquí creades amb l'ajuda de Bronze, un software d'intel·ligència artificial musical. Un any després, el 2021, va publicar el seu darrer EP, Madre. En aquella ocasió col·laborà amb el violoncel·lista Oliver Coates.

## Estil
La música d'Arca costa de ser definida i emmarcada en un estil concret. S'ha arribat definir el seu estil com «el major desafiament lèxic que ha plantejat la música electrònica recent; la seva obra és la demostració de que encara queden regions desconegudes, àrees acabades d'explorar». El crític anglès Philip Sherburne és més específic en la definició de la música d'Arca i la defineix com a «explosions percussives abrasives, queixals de metall, xiscles de frens del metro, xiscles de sobreescalfament de motors de reacció […] Estira els seus sons, cap endavant i cap enrere: distensió, desacceleració, torsió i transformació en una bola gomosa de l'espaitemps fos».